# Loote
I Loote sono un duo musicale statunitense di genere pop costituito da Jackson Foote e Emma Lov Block. Legati alla Island Records, nella loro carriera hanno pubblicato 3 EP e scritto e composto musica (o curato remix) per artisti come Demi Lovato, Shawn Mendes, Zara Larsson e Mike Posner.

## Storia del gruppo
Emma Lov Block ha iniziato a lavorare nel mondo della musica componendo jingle per spot pubblicitari. Ha incontrato Jackson Foote all'università: i due hanno dunque iniziato a comporre musica insieme. Nel 2015 hanno firmato un contratto con Universal Music Group, venendo assegnati all'etichetta Universal Island Records. A partire dal 2016, il duo ha iniziato a scrivere e produrre musica per altri artisti Universal, curando anche uno dei remix ufficiali del brano Mercy di Shawn Mendes. Nel 2017 scrivono il brano No Promises interpretato da Cheat Codes e Demi Lovato, che ha ricevuto 12 dischi di platino nei vari mercati musicali.
Dopo il successo ottenuto come autori, i Loote hanno pubblicato il loro singolo di debutto High With Your Love. Seguono vari altri brani, tra cui una collaborazione Martin Jensen. Il 15 giugno 2018 il duo ha pubblicato il suo EP di debutto single, che include una collaborazione col cantante Joe Jonas. Ha fatto seguito la pubblicazione di altri singoli, tra cui la collaborazione con David Guetta e Brooks Better When You’re Gone. Nel 2018 il duo ha continuato a scrivere e comporre musica per altri artisti, incluso il singolo Ruin My Life di Zara Larsson. Nel giugno 2019 hanno pubblicato l'EP Lost, che include la collaborazione con Gnash 85%. Nell'aprile 2020 hanno pubblicato il loro terzo EP Heart Eyes, non più via Island ma via Empire.

## Discografia

### EP
- 2018 – Single.
- 2019 – Lost
- 2020 – Heart Eyes

### Singoli
- 2017 – High Without Your Love
- 2017 – Out of My Head
- 2018 – Your Side of the Bed
- 2018 – Longer than I Thought (feat. Joe Jonas)
- 2018 – Good to Me
- 2018 – Back Together
- 2019 – Better When You're Gone (feat. David Guetta e Brooks)
- 2019 – 85% (feat. Gnash)
- 2019 – Tomorrow Tonight
- 2019 – All the Fucking Time
- 2020 – Wasted Summer (con Tamwork e John K)
- 2020 – This Is How U Feel
- 2020 – Somebody Else
- 2020 – Pushing Daisies
- 2020 – Who You Are
- 2020 – Exes

### Brani scritti o composti per altri artisti
- 2016 – One in the Same di Ayokay feat. Quinn XCII - Autori
- 2016 – Slience (Sluggo x Loote Remix) di Mike Posner e Labrinth - Produttori
- 2016 – Mercy (Loote Remix) di Shawn Mendes - Produttori
- 2017 – No Promises di Cheat Codes feat. Demi Lovato - Autori
- 2017 – Raincoat (Loote Remix) di Timeflies feat. Shy Martin - produttori
- 2017 – Wicked (Loote Remix) di Mansioz - produttori
- 2018 – Whenever di Kriss Kross Amsterdam & The Boy Next Door feat. Conor Maynard - Produttori
- 2018 – Fake It di Wingtip - Autori
- 2018 – Ruin My Life di Zara Larsson - Autori e produttori
- 2018 – Desperate di Jonas Blue feat. Nina Nesbitt - Autori e produttori
- 2019 – Runaway di Eric Nam - Produttori